# Calice (Adelsgeschlecht)

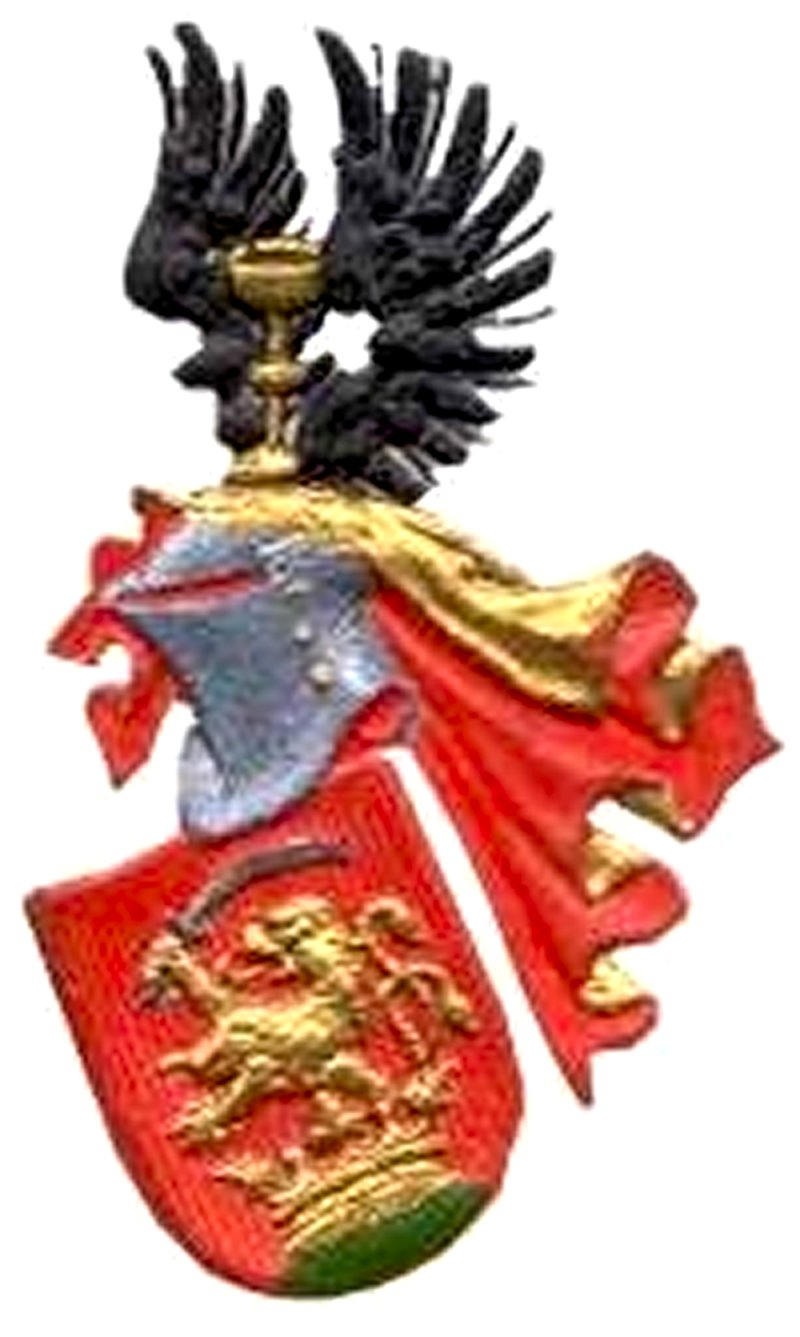
Stammwappen derer von Calice

Die Familie der Grafen von Calice gehört zum italienischen Adel. Sie stammt ursprünglich aus Ligurien und dem Piemont, in weiterer Folge seit 1401 aus Friaul, mit Stammsitz in Paularo und Tolmezzo, wurde 1401 nobilitiert und gelangte nach 1789 in einem Zweig nach Görz.

## Geschichte
Die erste urkundliche Nennung erfolgt 1247 anlässlich eines Grundtausches am Hofe Mailands mit Pius Domenico Floreano Lombardoni del Calice aus Casale. Die überlieferte Familiengeschichte beschreibt den Wechsel des Hauptnamens auf del Calice („vom Kelch“) mit der Nähe des Andrea Fillipo Lombardoni del Calice zu der Bewegung der Waldenser und seiner Funktion dort. In dieser Zeit um 1300 wird der Laienkelch (mit dem Blute Christi) zur Helmzier auf dem Wappen der Familie.
Von Chieri (Wohnsitzbeschreibung aus 1299) zog Galdino del Calice 1389 samt Nachkommen nach Dierico, erwarb Land in Tolmezzo (Friaul) und Paularo, und erhielt im Zuge einer Nobilitierung durch den Patriarchen von Aquilea, Antonio II. Panciera, 1401 das Bergprivileg des Marmorabbaus in den karnischen Alpen nördlich von Ligosullo. Als Kaufmannsfamilie im Stadtsenat von Tolmezzo vertreten durch Leonardo (1471), Giacomo Illario (1528) und Floreano (1574), wird mehrfach das Amt des Gastalden besetzt durch Floreano (1589), Giovanni (1682) und Giovanni Domenico (1728).
Die Familie stiftet in Tolmezzo 1688 die Kirche di San Pietro, 1704 die Pfarrkirche Santa Maria und baut in Paularo mehrere Palazzi, so den Palazzo Calice Fabiano 1494, den Palazzo Calice Screm 1591 und den Palazzo Calice in Villafuori bei Paularo 1660. Letzterer wurde laufend ausgebaut und zählt heute zu den eindrucksvollsten und weitläufigsten Palästen Karniens. Valesio Raimondo Calice veräußerte ihn 2012 an die Gemeinde Paularo.

Palazzo Calice in Villafuori
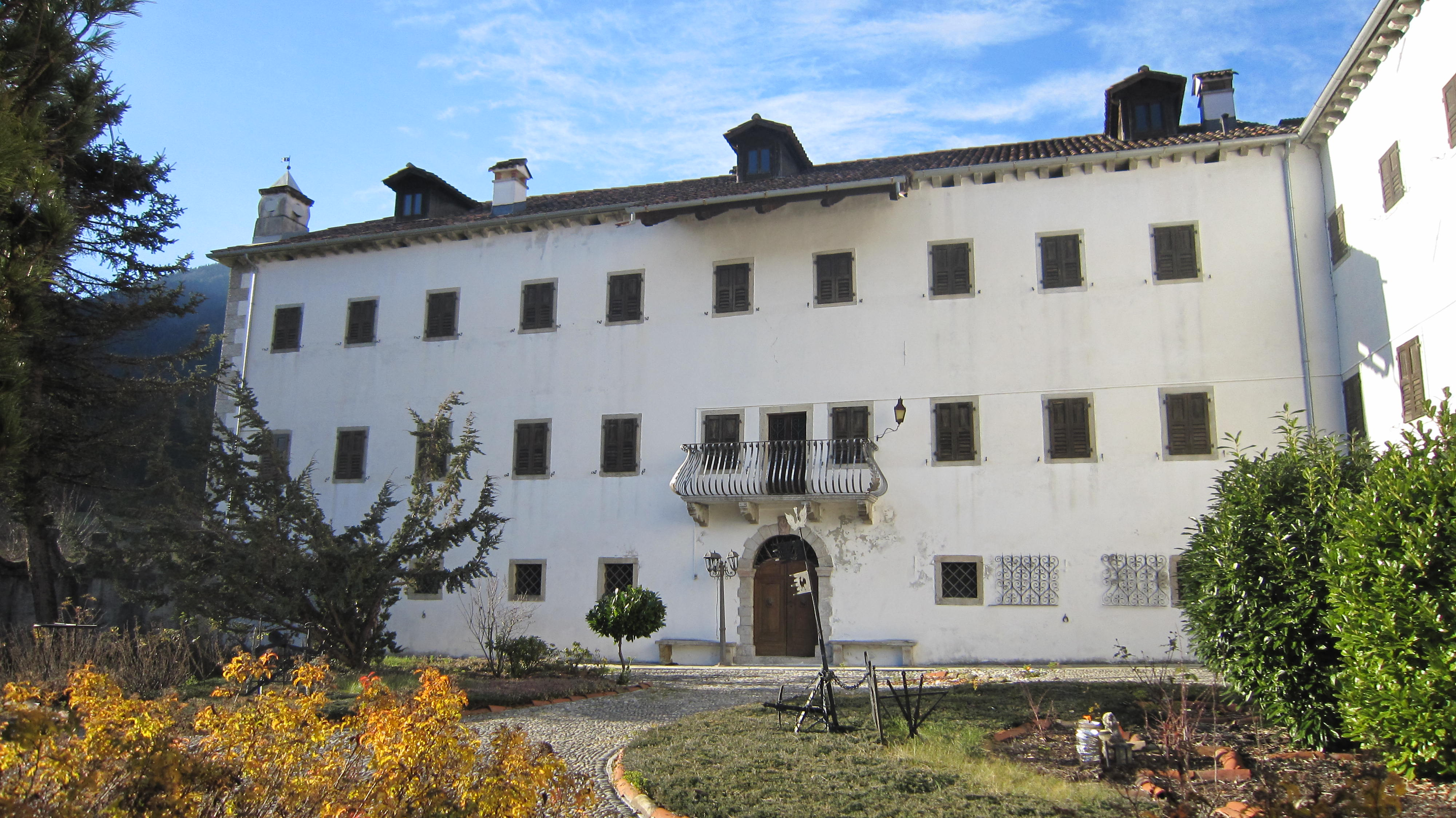
Palazzo Calice, Villafuori
Palazzo Calice Screm

1672 wird Tomaso del Calice im Zuge der Türkenabwehr in den erblichen Freiherrenstand des Heiligen Römischen Reiches erhoben. Aus politischen Gründen und durch die geänderten Machtverhältnisse in Venedig muss die Familie 1789 große Teile der Besitzungen in Paularo aufgeben. Der jüngere Zweig bleibt in Paularo, der ältere mit Giovanni Nepomuceno zieht nach Görz. Durch Eheschließung gelangt das bedeutende Gut in Farra d’Isonzo in den Besitz der Familie, welches die wirtschaftliche Grundlage für die diplomatische Karriere von Heinrich Joseph Aloys darstellt (s. u.). Derselbe erreicht auch 1872 die Bestätigung des österreichischen Freiherrenstandes und die Erhebung 1906 in den Grafenstand. Der Palazzo Strassoldo-Peteani-Calice in Farra gehört seit 1908 der Gemeindeverwaltung.

## Personen

### Heinrich Joseph Aloys Graf von Calice

Heinrich Graf Calice

(* 31. März 1831 Görz, † 29. August 1912 Sankt Peter bei Görz)
Heinrich Calice wurde 1855 Konsulareleve bei der Zentralseebehörde in Triest, kam dann in das Handelsministerium und wurde 1859 in den diplomatischen Dienst übernommen. Er nahm 1869–71 als Vertreter des kaiserlich und königlichen Ministeriums des Äußern an der ostasiatischen Expedition des Konteradmirals Freiherr von Petz teil, als deren Auswirkung die Beteiligung von China, Japan und Siam an der Wiener Weltausstellung 1873 und überhaupt die Herstellung von Handelsbeziehungen Österreich-Ungarns mit Ostasien zu betrachten ist. Calice richtete, seit 1871 Generalkonsul I. Klasse, als Ministerresident in Shanghai den Konsulatsdienst in Ostasien ein. 1874 wurde er diplomatischer Agent in Bukarest, nahm 1876 als außerordentlicher Gesandter und zweiter Bevollmächtigter an der Konferenz von Konstantinopel teil und wirkte 1877–80 als Sektionschef des Ministeriums des Äußern in der Zentralleitung. In diesem Jahr wurde er Botschafter in Konstantinopel und hat die schwierigen diplomatischen Beziehungen zur Pforte durch 26 Jahre verdienstvoll gefördert. Er erhielt den höchsten Grad des St. Stephanus Ordens.

### Franz  Alfred Heinrich Graf von Calice
(* 20. August 1875 Wien, † 1. Jänner 1935 Wien)
Franz Calice wurde ebenso wie sein Vater in den diplomatischen Dienst übernommen, begann als Legationsrat 1898 bei seinem Vater in Konstantinopel, als Gesandter in Stuttgart 1902 und  1908 in Den Haag als Botschafter am niederländischen Hof. 1918 begann er die Vertretung Österreichs in Budapest zu leiten. Wirklich bekannt wurde Franz Calice als Orientalist und Ägyptologe. Seine zahlreichen Veröffentlichungen zur ägyptischen Semantik oder zur ägyptisch-sematischen Sprachvergleichung führten zur Habilitation, die er allerdings infolge eines Unfalltodes nicht mehr erlebte.
1908 heiratete er Brigitte Gräfin Adelmann von und zu Adelmannsfelden (1888–1972), mit der er sechs Kinder hatte.

## Stammliste

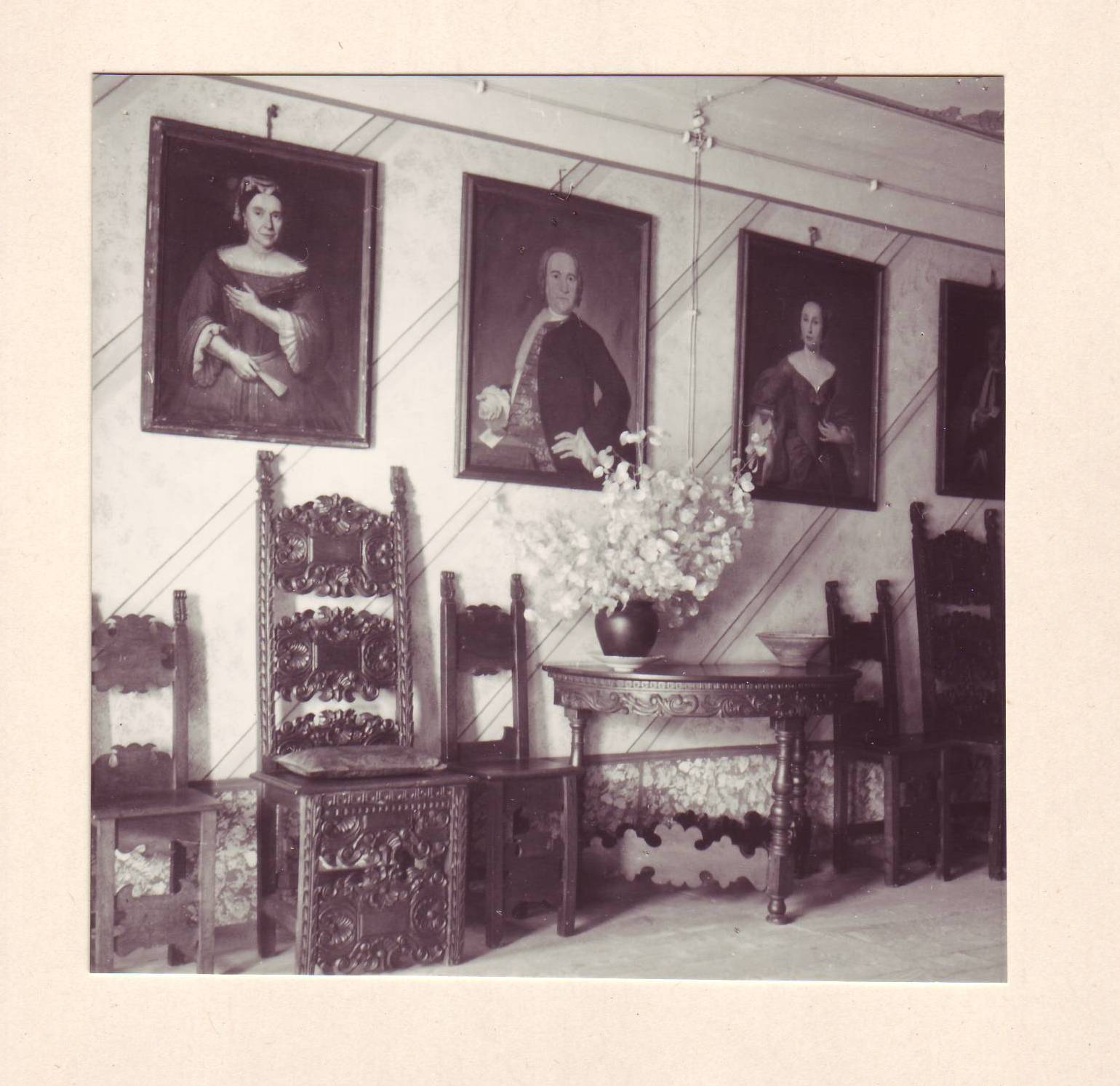
Ahnengalerie 1 in Villafuori
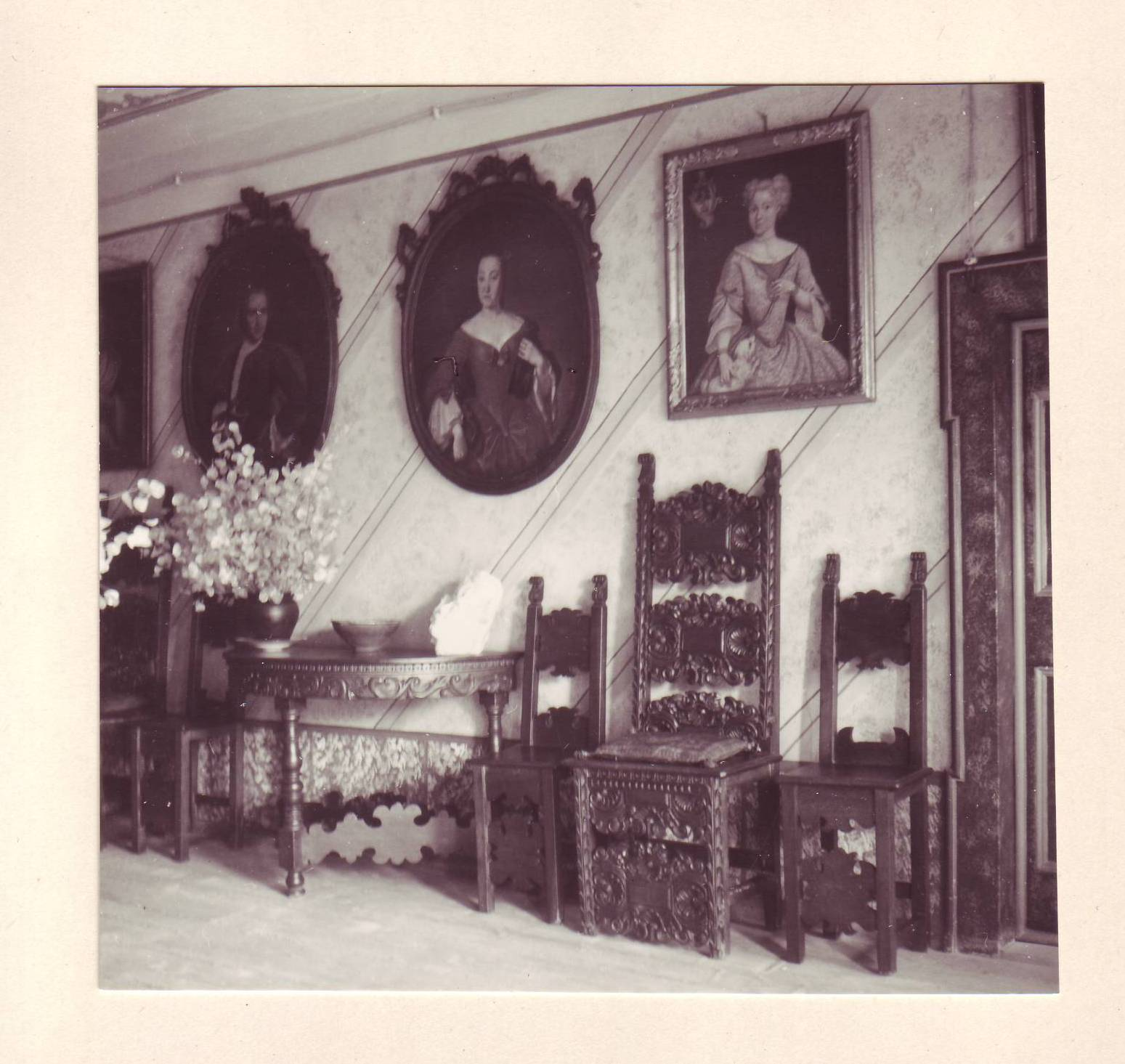
Ahnengalerie 2

- Pius Domenico Floreano, um 1247
- Domenico Giovanni, † vor 1295
- Galdino, † vor 1346
- Pius (Petrus), † 1388
- Tommasino, 1371–1432
- Leonardo, 1412–1476
- Giacomo Illario, † 1535 (Beginn der gesicherten Stammreihe)
- Gasparo, 1521–1572
- Floreano, ca. 1558–1619
- Gasparo Gasparo, 1582–1629
- Tommaso Benvenuto, 1625–1694
- Floreano Giovanni, 1645–1711
- Giovanni Domenico, 1654–1733
- Giovanni Battista, 1708–1782
- Giovanni Nepomuceno, 1760–1798
- Franz Anton, 1776–1847
- Heinrich Joseph Aloys, 1825–1912
- Franz Alfred Heinrich, 1875–1935
- Heinrich Franz Rudolf 1909–1978 und Rudolf Heinrich Franz 1913–2004

Von den beiden Letztgenannten und deren Schwestern stammen die heute in Wien, Adelmannsfelden und London lebenden etwa
125  Nachfahren als Namensträger und Agnaten.

## Wappen
Altes Wappen: In silber ein goldener unbedeckter Kelch, in der Mitte der Taille ein roter auf der Spitze stehender Rhombus. Ein Spitzvisierhelm, die Decken rot gold, auf dem Helm ein schwarzer offener Adlerflug.
Wappen 1672: In Rot auf grünem Hügel eine goldene Blätterkrone, aus welcher ein goldener Löwe hervorwächst, mit der rechten Pranke einen goldbegrifften Sarazenensäbel über sich schwingend; auf dem Helm mit rot goldenen Decken ein offener schwarzer Adlerflug, dazwischen Altes Wappen.